# Parc Nagai
Le parc Nagai (長居公園, Nagai kōen) est un parc situé dans l'arrondissement Higashisumiyoshi-ku d'Osaka. On y trouve trois stades, dont le stade Nagai (50 000 places assises), un terrain de baseball, un jardin botanique, une piscine, une salle de sports, le Musée d'histoire naturelle d'Osaka et un reste de la forêt locale.
Ses nombreux cerisiers (sakura) font de lui un endroit populaire pour les pique-niques (hanami) au début du printemps.
Une communauté de sans-abri (420 personnes en 2000) vit dans le parc ; elle y fait pousser des légumes qu'elle propose à la vente dans le parc ou dans une église voisine. Sa présence n'est pas toujours bien acceptée par les voisins du parc et les autorités municipales la surveillent étroitement.

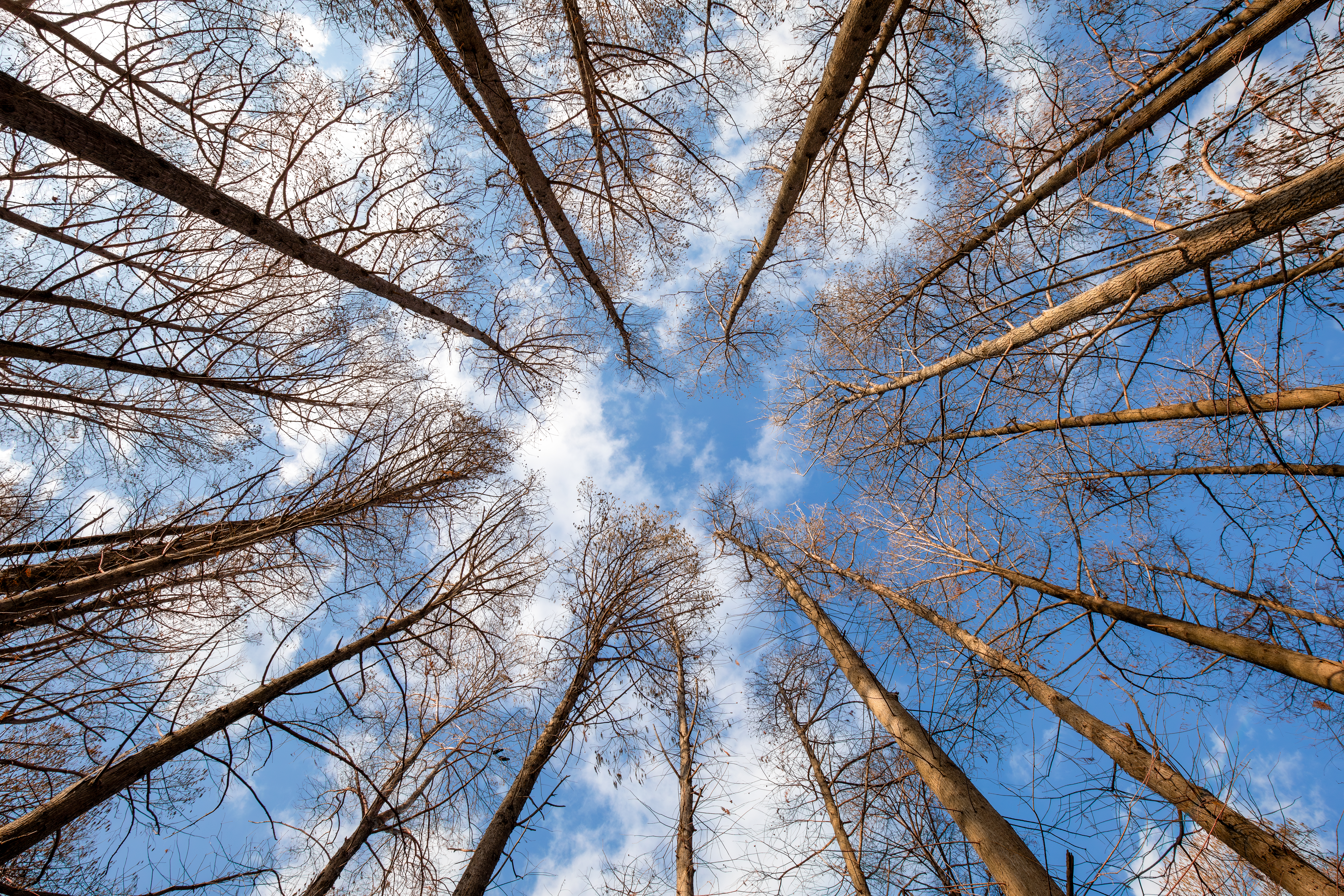
Vue en contre-plongée des Metasequoia glyptostroboides du jardin botanique du parc.